# Sicilo e altri frammenti
Il brano Sicilo e altri frammenti è una composizione del musicista Ennio Morricone. Contiene alcune fra le più antiche testimonianze di musica scritta che siano giunti fino ai nostri giorni, compreso l'Epitaffio di Sicilo, conosciuto come primo esempio di notazione musicale. L'unione con altri frammenti forma la struttura del brano nel seguente ordine:
- Skolio di Sicilo;
- Inno di Elios;
- Frammento di Berlino;
- Inno alla Nemesi;
- Papiro di Ossirinco;
- Primo inno delfico;
- Stasimo di Euripide;
- Primo inno delfico;
- Frammento del Cairo;
- Primo frammento di Berlino.

Il brano, che riporta la dedica Al Prof Alessandro Finazzi Agrò è stato eseguito in prima mondiale durante il concerto diretto dal compositore stesso alla Villa Reale di Monza il 16 giugno 2007, in un concerto con l'orchestra Roma Sinfonietta che apriva il Tour Mondiale di quell'anno.